# Hillary-Canyon
Koordinaten: 74° 13′ S, 174° 34′ W
Der Hillary-Canyon ist ein Tiefseegraben im Ross-Meer in der Antarktis.
Namensgeber des Grabens ist der neuseeländische Bergsteiger Edmund Hillary (1919–2008), Erstbesteiger des Mount Everest und Teilnehmer an der Commonwealth Trans-Antarctic Expedition (1955–1958).